# Georges Clemenceau
Georges Benjamin Clemenceau (født 28. september 1841, død 24. november 1929) var en fransk politiker og premierminister.
Clemenceau var premierminister i perioderne 25. oktober 1906 – 20. juli 1909 under præsident Armand Fallières og 16. november 1917 – 18. januar 1920 under præsident Raymond Poincaré.
Clemenceau er én af de centrale skikkelser i den Tredje Franske Republik. Han stammede fra en velhavende, oprindelig protestantisk, republikansk familie i Vendée, uddannedes som (ikke praktiserende) læge og deltog i oppositionen mod Napoleon 3., 1865-69 opholdt han sig i USA. Under den Fransk-tyske krig trådte han for alvor ind i politik, var borgmester i Montmartre, protesterede mod freden 1871 og tog en kort tid del i Pariserkommunen. Gennem 1870'erne og 1880'erne blev han en førende oppositionspolitiker på den borgerlige venstrefløj og kom navnlig i første række efter Gambettas død. Han var medlem af Nationalforsamingen 1876-89 og af Senatet fra 1902. Hans virke i disse år var ofte af destruktiv art, idet han ustandselig medvirkede til at styrte de siddende regeringer og kun få gange selv blev minister. Desuden optrådte han som skarp fortaler for Paris' selvstyre. Som udpræget kamplysten enspænder stod han ofte isoleret blandt de øvrige politikere og gik under øgenavnet "Tigeren".
Politisk tilhørte Clemenceau det franske radikale venstre, jakobinernes arvtagere, han var overbevist republikaner, modstander af kirkens magt, tilhænger af visse sociale reformer men tillige yderst fransknational. I de unge år stod han visse socialistiske politikere nær, men gled med tiden noget til højre, dog uden at forlade sit partistandpunkt. Grundtanken i hans udenrigspolitiske holdning var tyskfjendtligheden. Hele sit liv var han præget af 1871-nederlaget og betragtede Tyskland som Frankrigs farligste fjende, der for enhver pris måtte standses. Han var derfor ikke særlig interesseret i den franske kolonipolitik, men ønskede koncentration om europæiske forhold. Sidst i 1880'erne kom han i modvind, da han støttede den politiske eventyrer, general Boulanger, som han dog siden vendte sig imod, og han svækkedes ved en delvis indblanding i Panamaskandalen 1893. Til gengæld fik han et udpræget come-back i Dreyfus-affæren, hvor han blev én af hovedmændene for at give Dreyfus oprejsning og hjalp forfatteren Zola med hans indlæg – det berømte slagord "J'accuse" ("Jeg anklager!") synes opfundet af Clemenceau. 1906-09 var han første gang regeringschef; hans tid gik med kamp mod strejker, hvilket fjernede ham fra hans tidligere meningsfæller.
Under Første Verdenskrig kom Clemenceaus politiske storhedstid. I begyndelsen deltog han udelukkende i oppositionen mod de skiftende regeringer, men i kriseåret 1917 blev han omsider for anden gang premierminister med næsten diktatorisk magt. Han koncentrerede al kraft om krigsførelsen, slog ned på alle forsøg på særfred og bidrog uden tvivl til at holde kampånden ved lige, lige til sejren blev vundet.
Under fredsforhandlingerne i Versailles 1919 spillede han en hovedrolle som én af "de fire store". Hans hovedmål var Tysklands uskadeliggørelse og svækkelse, han kæmpede for at sikre Frankrigs grænser og erstatninger fra Tyskland, han havde her USAs præsident Woodrow Wilson som vigtigste modspiller. Eftertiden har bedømt ham hårdt for de strenge krav til Tyskland i Versailles-freden og til tider givet ham medskyld i nazismens gennembrud. Denne kritik er dog sandsynligvis kun delvis rigtig; flere af de andre allierede ledere stillede større økonomiske erstatningskrav end han, og i nogle tilfælde bidrog han til at dæmpe krav fra mere yderligtgåede franske kredse.
Trods successen i Versailles fandt mange franskmænd hans resultater utilstrækkelige, og han benyttede sit nederlag ved præsidentvalget januar 1920 til at trække sig helt ud af politik. Sine sidste år tilbragte han på rejser samt i isolation i Vendée.
Han var meget kunstinteresseret og støttede sin ven, maleren Claude Monet, ligesom han i flere år var ven med Georg Brandes. Han skrev også flere populærhistoriske værker, bl.a. om den græske politiker Demosthenes.
Blandt de franske politikere, som har været påvirket af ham, kan især nævnes Charles de Gaulle i dennes yngre år.
Clemenceau var medlem af Det franske Akademi fra 1918 til sin død.